# Marián Zemene
Marián Róbert Zemene (Hőlak, 1936.) szlovák történész, levéltáros, oktató.

## Élete
1953-1958 között a pozsonyi Comenius Egyetemen végzett levéltáros-történész szakon. A trencséni levéltárban helyezkedett el, majd 1961-től a levéltár átköltözését követően a nyitrai fiók vezetője lett. 1968-ban Nyitrán a Pedagógiai Kar külső előadója. 1975-1982 között levéltárigazgató, de politikai okokból elmozdították állásából. 1990-ben rehabilitálták. 1990-1994 között a nyitrai Konstantin Egyetem előadója. 1999-től a nagyszombati Szent Cirill és Metód Egyetem egyháztörténeti előadója.
Elsősorban Szlovákia regionális, egyház- és kultúrtörténetével foglalkozik, valamint levéltártannal és a történelem segédtudományaival.

## Elismerései
- 1979 Križka medál
- 1989 levéltárosi emlékplakett
- 1996 belügyminiszteri kitüntetés (megyei medál)
- 1998 Nyitra városának díja

## Művei
- Nitrianske revolučné letopisy
- Historické symboly mesta Nitry
- Nitrianske biskupstvo v 9.-13. storočí
- Nitra v slovenských dejinách
- Významné osobnosti Nitry (társszerző)
- 1998 Dejiny Nitry od najstarších čias po súčasnosť. Nitra. (társszerk. Gabriel Fusek)
- 2002 Vývoj cirkevnej správy v Nitre od najstarších čias. In: Richard Marsina (zost.): Nitra v slovenských dejinách. Martin, 148-158.
- 2009 Soblahov (tsz. Milan Šišmiš)
- 2010 Stará Turá (társszerk.)